# ميخائيل سوان
ميخائيل سوان (بالإنجليزية: Michael Swan)‏ هو شاعر بريطاني، ولد في 21 مارس 1936 في لندن في المملكة المتحدة.